# Орфордвілл (Вісконсин)
Орфордвілл (англ. Orfordville) — селище (англ. village) в США, в окрузі Рок штату Вісконсин. Населення — 1473 особи (2020).

## Географія
Орфордвілл розташований за координатами 42°37′45″ пн. ш. 89°15′25″ зх. д. / 42.62917° пн. ш. 89.25694° зх. д. (42.629226, -89.256968).  За даними Бюро перепису населення США в 2010 році селище мало площу 3,02 км², уся площа — суходіл.

## Демографія
Згідно з переписом 2010 року, у селищі мешкали 1442 особи в 542 домогосподарствах у складі 394 родин. Густота населення становила 477 осіб/км².  Було 575 помешкань (190/км²).
Расовий склад населення:
| - 96,1 % — білих - 0,6 % — чорних або афроамериканців - 0,3 % — азіатів - 0,1 % — корінних американців - 1,9 % — осіб інших рас |

До двох чи більше рас належало 1,0 %. Частка іспаномовних становила 4,4 % від усіх жителів.
За віковим діапазоном населення розподілялося таким чином: 29,3 % — особи молодші 18 років, 59,5 % — особи у віці 18—64 років, 11,2 % — особи у віці 65 років та старші. Медіана віку мешканця становила 37,1 року. На 100 осіб жіночої статі у селищі припадало 89,7 чоловіків;  на 100 жінок у віці від 18 років та старших — 90,5 чоловіків також старших 18 років.
Середній дохід на одне домашнє господарство  становив 56 978 доларів США (медіана — 51 823), а середній дохід на одну сім'ю — 60 475 доларів (медіана — 55 577). Медіана доходів становила 42 171 долар для чоловіків та 33 672 долари для жінок. За межею бідності перебувало 13,0 % осіб, у тому числі 18,8 % дітей у віці до 18 років та 6,4 % осіб у віці 65 років та старших.
Цивільне працевлаштоване населення становило 680 осіб. Основні галузі зайнятості: виробництво — 24,0 %, освіта, охорона здоров'я та соціальна допомога — 22,8 %, роздрібна торгівля — 11,0 %, мистецтво, розваги та відпочинок — 7,6 %.